# Miconia chrysophylla
Miconia chrysophylla är en tvåhjärtbladig växtart som först beskrevs av Louis Claude Marie Richard, och fick sitt nu gällande namn av Ignatz Urban. Miconia chrysophylla ingår i släktet Miconia och familjen Melastomataceae. Inga underarter finns listade i Catalogue of Life.